# Когтеносец Бёттгера
Когтеносец Бёттгера (лат. Hymenochirus boettgeri) — вид земноводных семейства пиповых. Видовое название дано в честь немецкого зоолога Оскара Бёттгера (1844—1910).
Общая длина достигает 3—3,5 см. Наблюдается половой диморфизм — самка больше самца. Голова имеет коническую форму. Глаза без век. Теменная часть выпуклая. Туловище крепкое. Задние конечности намного длиннее, чем передние, с когтями. Пальцы обеих лап с плавательными перепонками. У самцов имеются подмышечные подкожные железы. Окраска коричневая или серая с небольшими пятнами.
Любит мелкие стоячие водоёмы, в том числе мелкие лужи и болота. Всю жизнь проводит в воде. Активен в сумерках или ночью. Питается различными беспозвоночными.
Спаривание происходит амплексусом. Самка откладывает на поверхности воды икру порциями по 12. В общем откладывается 150—200 яиц диаметром 1,3 мм. Головастики появляются через 24 часа. Метаморфоз продолжается 27 суток.
Вид распространён от Нигерии до Габона и Конго.
Популярный аквариумный вид. Успешно разводится в неволе.